# Piedresnegres
Piedresnegres ist ein Weiler in der  Parroquia Villoria der Gemeinde Laviana in der autonomen Region Asturien in Spanien.

## Geographie
Piedresnegres  ist ein Weiler mit acht Einwohnern (2011). Er liegt auf 526 m über NN.
Piedresnegres ist acht Kilometer von Pola de Laviana, dem Hauptort der Gemeinde Laviana, entfernt.

## Wirtschaft
Seit alters her wird Kohle und Eisen  in der Region abgebaut, heute baut noch die Tourismusindustrie daran auf. Die Land- und Forstwirtschaft prägt seit jeher die Region.

## Klima
Angenehm milde Sommer mit ebenfalls milden, selten strengen Wintern. In den Hochlagen können die Winter durchaus streng werden.